# Набокова, Вера Евсеевна
Ве́ра Евсе́евна Набо́кова (англ. Véra Nabokov, урождённая Сло́ним; 5 января 1902, Санкт-Петербург — 7 апреля 1991, Веве) — переводчица, редактор; жена, муза и хранительница литературного наследия Владимира Набокова.

## Биография
Родилась в Санкт-Петербурге, в семье адвоката Гамшея Лейзеровича (Евсея Лазаревича) Слонима (1865—1928), родом из Шклова, и Славы Борисовны Слоним (урождённой Фейгиной, 1872—1928), родившейся в Могилёве. После окончания Петербургского университета Евсею Слониму была присвоена степень кандидата права; он работал в фирме, занимавшейся экспортом леса из Смоленской губернии в Европу, в 1913—1917 годах был управляющим имением М. В. Родзянко. Племянница матери (двоюродная сестра Веры Слоним) — Анна Лазаревна Фейгина (1888—1972) — была близкой подругой Владимира Набокова.
Окончила шесть классов гимназии княгини Оболенской (1916 год) и седьмой класс в гимназии в Одессе (1919).
Вместе с родителями прошла обычный для многих, спасавшихся во время Гражданской войны от власти большевиков, путь по маршруту Санкт-Петербург — Москва — Киев — Одесса — Константинополь — София — Берлин
Работала в Берлине у отца в импортно-экспортной конторе (с 1922 года) и издательстве «Орбис» (с 1923-го).
15 апреля 1925 года вышла замуж за Владимира Набокова.
Затем училась в школе «Stolze und Schrey» в 1928 году и в это время работала стенографисткой в бюро «Attachi commercial» французского посольства. С весны 1930 года работала в адвокатском бюро «Weil, Gans & Dieckmann» до прихода нацистов к власти в 1933 году. Затем, спустя только два года, весной 1935 года смогла устроиться в бюро «Ruthsspreicher», но вследствие гонений на служащих еврейского происхождения вынуждена была оставить и эту работу.
Владимир Набоков уехал во Францию, в конце апреля 1937 года Вера Набокова с трёхлетним сыном Дмитрием выехали в Прагу, а затем семья Набоковых перебралась в Канны, где жила с июля 1937 года.
В мае 1940 года Набоковы покинули Францию и отправились в США на пароходе «Champlain» при содействии Общества помощи еврейским иммигрантам HIAS. Летом 1940 года семья Набоковых жила в Вермонте, в 1941 году они уезжают из Нью-Йорка, В. Набоков приглашён прочесть курс лекций в Стэнфордском университете.
В 1941 году Вера Набокова и семья живут в Пало-Альто, где Владимир Набоков работает в университете, читая лекции и делая переводы русских классиков. Осенью переехали в Уэллсли, где Набоков также читал курс русской и мировой литературы в Wellesley College. Осенью 1942 года переезжают в Кембридж, где Вера Набокова делала переводы и давала частные уроки. Иногда она заменяла мужа на лекциях, кроме того, выступала в качестве ассистента, литературного агента, секретаря, водителя В. Набокова, в поздние годы отвечала на многие адресованные ему письма.
Двоюродным братом Веры Набоковой был Вениамин Лейзерович Фейгин — отец композитора Леонида Фейгина. Способствовала эмиграции Л. Фейгина с женой, пианисткой Г. Максимовой, в Англию.
После смерти мужа перевела на русский его роман Pale Fire под названием «Бледный огонь» (Ann Arbor: Ardis, 1983).

### Комментарии
1. ↑  Его отец, Лейзер Залманович Слоним (1834—1894), был купцом в Шклове.
2. ↑  Это был второй брак отца, который в 1894 году в Могилёве заключил брак с Сарой Иоселевной Шейниной.
3. ↑  «Champlain» был зафрахтован ХИАСом специально для эвакуации еврейских беженцев из Франции. Рейс, на котором уехали Набоковы, стал последним.